# Новотроїцька сільська рада (Покровський район)
| Новотроїцька сільська рада — колишній орган місцевого самоврядування у Покровському районі Донецької області з адміністративним центром у с. Новотроїцьке. Сільській раді підпорядковані населені пункти: - с. Новотроїцьке - с. Жовте - с. Нововасилівка - с. Новоолександрівка - с. Новооленівка - с-ще Новопустинка - с. Успенівка |

## Склад ради
Рада складається з 18 депутатів та голови.

## Керівний склад сільської ради
| ПІБ                           | Основні відомості                                            | Дата обрання | Дата звільнення |
| ----------------------------- | ------------------------------------------------------------ | ------------ | --------------- |
| Горошко Світлана Йосипівна    | Сільський голова, 1960 року народження, освіта, вища.        | 26.06.2003   | 31.10.2010      |
| Горошко Світлана Йосипівна    | Сільський голова, 1960 року народження, освіта вища.         | 31.10.2010   | 11.12.2012      |
| Зябрев Олександр Анатолійович | Сільський голова, 1967 року народження, освіта, безпартійний | 02.06.2013   |                 |

Примітка: таблиця складена за даними джерела